# Diagramme d'activité
Le diagramme d'activité est un diagramme comportemental d'UML, permettant de représenter le déclenchement d'événements en fonction des états du système et de modéliser des comportements parallélisables (multi-threads ou multi-processus). Le diagramme d'activité est également utilisé pour décrire un flux de travail (workflow).

## Description

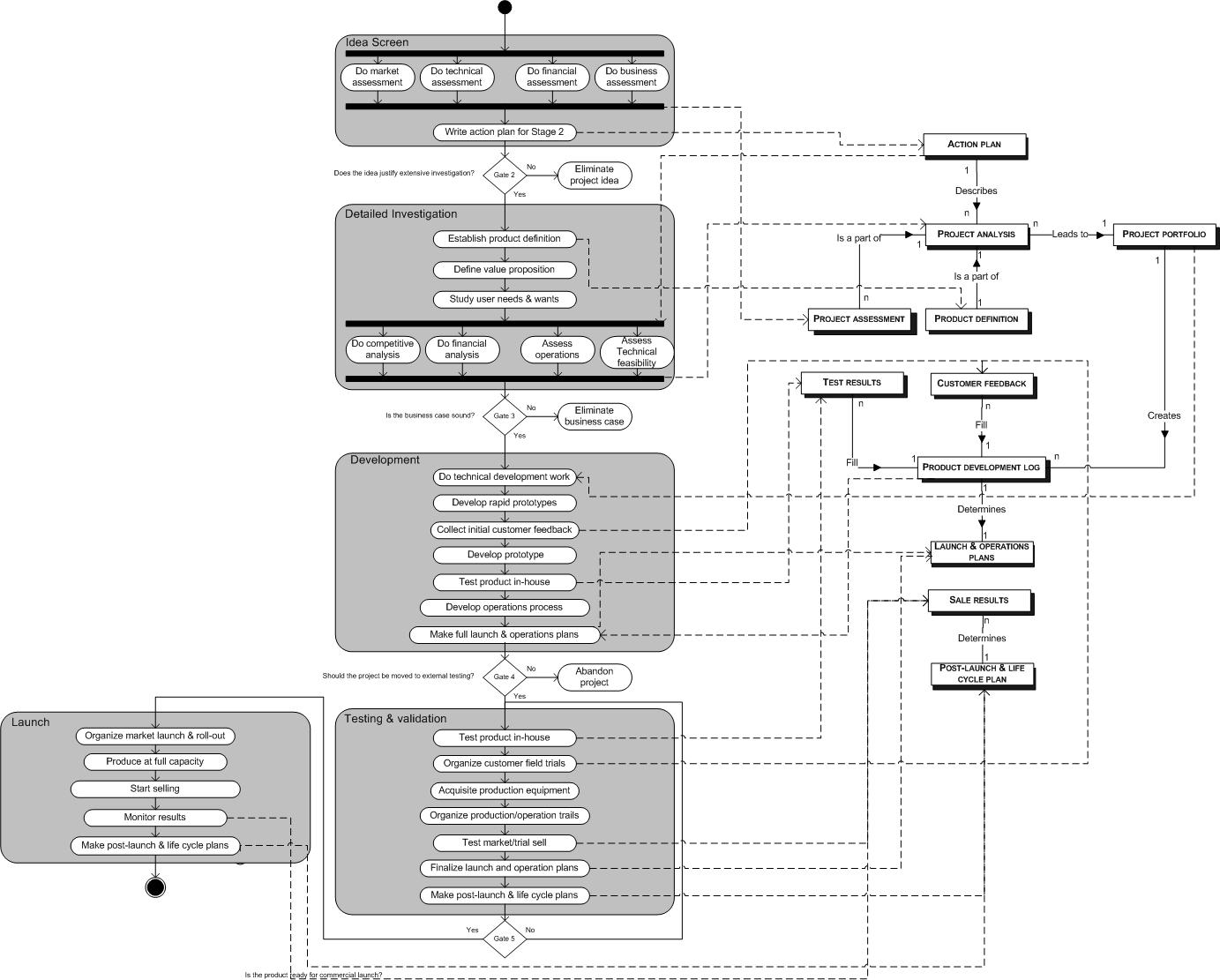
Diagramme d'activité

Un diagramme d'activité permet de modéliser un processus interactif, global ou partiel pour un système donné (logiciel, système d'information). Il est recommandable pour exprimer une dimension temporelle sur une partie du modèle, à partir de diagrammes de classes ou de cas d'utilisation, par exemple.
Le diagramme d'activité est une représentation proche de l'organigramme ; la description d'un cas d'utilisation par un diagramme d'activité correspond à sa traduction algorithmique. Une activité est l'exécution d'une partie du cas d'utilisation, elle est représentée par un rectangle aux bords arrondis.
Le diagramme d'activité est sémantiquement proche des diagrammes de communication (appelés diagramme de collaboration en UML 1), ou d'état-transitions, ces derniers offrant une vision microscopique des objets du système.
Le diagramme d'activité présente une vision macroscopique et temporelle du système modélisé :
- Action ;
- Action structurée ;
- Historique ;
- Fusion ;
- Décision ;
- "Join" et "fork".